# As Long as You Love Me (песня Backstreet Boys)
«As long as you love me» (с англ. — «Пока ты меня любишь») — второй сингл со второго студийного альбома американской поп-группы Backstreet Boys — Backstreet’s Back, выпущенный также на дебютном альбоме группы в США, Backstreet Boys (US), который содержал песни с первого и второго альбомов группы, изданных по всему миру. Это один из самых известных хитов группы и, в некотором роде, её визитная карточка. Он достиг пика на первом месте в Новой Зеландии и на Филиппинах, на втором месте в Австралии и Австрии, на третьем месте в Великобритании, на четвёртом месте в Швейцарии и Швеции и на пятом месте в Нидерландах и Норвегии.

## История создания и релиз
Песня была добавлена на альбом практически перед релизом. Голос Эй Джей Маклина отсутствует на студийной версии песни вследствие его болезни и недостатка времени для записи. Позже, на съемках видеоклипа, он выучил слова песни при помощи другого участника группы, Брайана Литтрелла. В песне мужчина признается в любви и говорит женщине, что его не волнует её темное прошлое, пока она любит его.
Одна из ранних версий песни была включена в переиздание американского дебютного альбома группы в результате производственной ошибки. Композитор и продюсер Макс Мартин был раздражен этим фактом. Изначально, оба альбома группы («Backstreet’s Back» и «Backstreet Boys (US)» содержали один и тот же трек, однако после переиздания данная версия попала в эфир радиостанций и на телевидение. В этой версии другая аранжировка и структура, похожая на другой сингл Backstreet Boys «Quit Playing Games». Оригинальная версия часто указывается как альбомная (album) или LP. Вариант, ставший популярным в США, помечается как радио- или видеоверсия.
«As long as you love me» является самым успешным по продажам синглом группы в Великобритании и находится на 13 месте среди синглов бой-бэндов 90-х в Великобритании с результатом в 430 тыс. экземпляров. Несмотря на то, что песня никогда не была выпущена в качестве сингла в США, онa стала большим хитом на радиостанциах и в эфире видеоканале MTV. «As long as you love me» заняла 4 место в хит-параде Hot 100 Airplay журнала Billboard и провела в чарте 56 недель.

## Музыкальное видео
Режиссёром видео стал Найджел Дик. Съёмки проходили в воскресенье, 15 июня 1997 года. В клипе группа проходит прослушивание перед группой из шести девушек. Это число было выбрано специально, чтобы девушки не воспринимались как пары для членов группы. Они снимают выступление группы и записывают свои заметки. Backstreet Boys преимущественно поют и танцуют. Ближе к концу клипа каждый участник группы появляется в коротком эпизоде, «пробах», переодетый в другой костюм и выполняет различные действия. После этого девушки занимают их место, и члены группы наблюдают за их игрой. К концу песни группа снова оказывается перед девушками. Одна из них, Лиэнн Уоллес, через три года после знакомства на съёмках этого клипа, стала женой участника группы Брайана Литтрелла.
Хореография в клипе включает в себя танец с раскладными стульями. В течение долгого времени после релиза группа завершала им исполнение песни. Он также является одной из визитных карточек группы.
Для видео использовались визуальные эффекты. Наиболее заметна из них сцена с использованием морфинга, где лица участников группы одно за другим трансформируются друг в друга. В другой сцене эффект трансформации достигается путём перехода между кадрами и их нарезки, когда члены группы, исполняющие танец со стулом, находятся в кадре в одном и том же положении. Вследствие этих переходов лопасти вентилятора, находящегося на заднем плане, вращаются с задержками.

## Критика
Стивен Томас Эрлевайн из AllMusic заявил, что песня звучала бы идеально в любую эпоху. Он также похвалил блестящую постановку, которую он назвал настолько неотразимой, насколько может быть подростковая поп-музыка. Джон Дингуолл из Daily Record заявил, что песня напомнила ему группу New Kids on the Block. Чак Арнольд из журнала People назвал песню роскошной и фирменной, отметив, что она о том, чтобы оставить свою жизнь в руках особенного человека — только при одном условии, что он ответит тебе взаимностью. Звучит как сделка.

## Список композиций
| Promotional 12-inch vinyl A1. «As Long as You Love Me» (Edge Factory Journey) — 9:06 A2. «As Long as You Love Me» (Soul Solution dub) — 8:26 B1. «As Long as You Love Me» (Soul Solution dub—no vocal intro) — 8:10 B2. «As Long as You Love Me» (Tranceatlantic dub) — 6:28 Promotional 2×12-inch vinyl A1. «As Long as You Love Me» (Soul Solution club mix) — 8:02 A2. «As Long as You Love Me» (B-Boy extended house mix) — 6:11 B1. «As Long as You Love Me» (Plastik extended vocal mix) — 7:08 B2. «As Long as You Love Me» (Jason Nevins Live on Sunset Strip mix) — 6:49 B3. «As Long as You Love Me» (original radio version) — 3:32 C1. «As Long as You Love Me» (Soul Solution dub) — 8:26 C2. «As Long as You Love Me» (Soul Solution instrumental) — 8:02 D1. «As Long as You Love Me» (Edge Factory Journey) — 9:06 D2. «As Long as You Love Me» (Tranceatlantic dub) — 6:28 D3. «As Long as You Love Me» (The Nevco Peep Show dub) — 5:50 | 7-inch single A. «As Long as You Love Me» B. «Every Time I Close My Eyes» CD1 (also released in Europe) 1. «As Long as You Love Me» (radio version) — 3:32 2. «Quit Playing Games (with My Heart)» (E-SMOOVE vocal mix) — 6:48 3. «Everybody (Backstreet's Back)» (Funked Up mix) — 7:13 4. «Every Time I Close My Eyes» — 3:55 CD2 (also released in Europe) 1. «As Long as You Love Me» (radio version) — 3:32 2. «As Long as You Love Me» (unplugged version) — 3:32 3. «As Long as You Love Me» (instrumental) — 3:30 |

## Чарты
| Чарт(1997—1998)                     | Высшая позиция |
| ----------------------------------- | -------------- |
| Австралия (ARIA)                    | 2              |
| Австрия (Ö3 Austria Top 40)         | 2              |
| Бельгия/Фландрия (Ultratop 50)      | 4              |
| Бельгия/Валлония (Ultratop 50)      | 7              |
| Канада (RPM Top Singles)            | 3              |
| Канада (RPM Adult Contemporary)     | 4              |
| Канада (RPM Dance/Urban)            | 4              |
| Дания (Tracklisten)                 | 3              |
| Europe (Eurochart Hot 100)          | 4              |
| Финляндия (Suomen virallinen lista) | 17             |
| Франция (SNEP)                      | 19             |
| Германия (GfK)                      | 3              |
| Honduras (El Siglo de Torreón)      | 5              |
| Hungary (Mahasz)                    | 3              |
| Iceland (Íslenski Listinn Topp 40)  | 18             |
| Ирландия (IRMA)                     | 6              |
| Italy (Musica e dischi)             | 20             |
| Нидерланды (Dutch Top 40)           | 4              |
| Нидерланды (Single Top 100)         | 5              |
| Новая Зеландия (Recorded Music NZ)  | 1              |
| Норвегия (VG-lista)                 | 5              |
| Romania (Romanian Top 100)          | 1              |
| Шотландия (Scottish Singles Chart)  | 4              |
| Spain (AFYVE)                       | 3              |
| Швеция (Sverigetopplistan)          | 4              |
| Швейцария (Schweizer Hitparade)     | 4              |
| Великобритания (UK Singles Chart)   | 3              |
| Великобритания (UK Indie Chart)     | 1              |
| США (Billboard Radio Songs)         | 4              |
| США (Billboard Adult Contemporary)  | 3              |
| США (Billboard Adult Top 40)        | 15             |
| США (Billboard Mainstream Top 40)   | 3              |
| США (Billboard Rhythmic)            | 9              |

| Чарт(1997)                        | Позиция |
| --------------------------------- | ------- |
| Australia (ARIA)                  | 40      |
| Austria (Ö3 Austria Top 40)       | 35      |
| Belgium (Ultratop 50 Flanders)    | 29      |
| Belgium (Ultratop 50 Wallonia)    | 36      |
| Canada Top Singles (RPM)          | 97      |
| Europe (Eurochart Hot 100)        | 27      |
| Germany (Official German Charts)  | 34      |
| Netherlands (Dutch Top 40)        | 24      |
| Netherlands (Single Top 100)      | 19      |
| Romania (Romanian Top 100)        | 8       |
| Sweden (Sverigetopplistan)        | 12      |
| Switzerland (Schweizer Hitparade) | 42      |
| UK Singles (OCC)                  | 25      |

| Чарт(1998)                        | Позиция |
| --------------------------------- | ------- |
| Australia (ARIA)                  | 28      |
| Canada Top Singles (RPM)          | 26      |
| Canada Adult Contemporary (RPM)   | 16      |
| Canada Dance (RPM)                | 97      |
| Europe (Eurochart Hot 100)        | 78      |
| New Zealand (Recorded Music NZ)   | 33      |
| US Adult Contemporary (Billboard) | 6       |

## Сертификации
| Регион | Сертификация  | Продажи |
| --- | ------------- | ------- |
| Австралия (ARIA) | 3× Платиновый | 210 000 |
| Бельгия (BEA) | Золотой       | 25 000* |
| Дания (IFPI Danmark) | Золотой       | 45 000  |
| Нидерланды (NVPI) | Золотой       | 50 000^ |
| Новая Зеландия (RMNZ) | Платиновый    | 10 000* |
| Швеция (GLF) | Платиновый    | 30 000^ |
| Великобритания (BPI) | Платиновый    | 600 000 |
| * Данные о продажах приведены только на основе сертификации. · ^ Данные о тиражах приведены только на основе сертификации. · Данные о продажах + прослушиваниях приведены только на основе сертификации. |               |         |